# Johannes Jobst
Johannes Jobst SAC (engl. John Jobst; * 4. Februar 1920 in Frankenberg bei Brennberg, Deutschland; † 5. Juli 2014 in Patsch, Tirol, Österreich) war Bischof von Broome in Australien. Er war der letzte lebende deutsche Konzilsvater des Zweiten Vatikanischen Konzils.

## Leben
Johannes Jobst, ältestes von 13 Kindern, besuchte das Pallottiner-Gymnasium in Freising und wollte Seelsorger werden. Er wurde jedoch zunächst zum Reichsarbeitsdienst verpflichtet. Als Sanitäter war er in Russland, Polen und an der türkischen Grenze und über Odessa und Rumänien kam er nach Ungarn, wo er im März 1945 schwer verwundet wurde. Mit dem letzten Lazarettzug kam er nach Regensburg zurück in seinen oberpfälzischen Heimatort Frankenberg.
Er trat der Ordensgemeinschaft der Pallottiner bei. Nach seinem Noviziat in Olpe und dem philosophisch-theologischen Studium an der Ordenshochschule Vallendar empfing er am 9. Juli 1950 in Limburg durch den Bischof von Limburg, Wilhelm Kempf, die Priesterweihe.
Jobst ging in die Mission nach Australien, zunächst nach Beagle Bay auf Dampier Peninsula. Auf der Halbinsel, die von Aborigines bewohnt wird, ist der Orden der Pallottiner seit 1901 engagiert. In Sydney baute er ein Noviziat seiner Ordensgemeinschaft auf.
Papst Johannes XXIII. ernannte ihn am 13. Januar 1959 zum Nachfolger von Otto Raible SAC zum Apostolischen Vikar von Kimberley in Western Australia und Titularbischof von Pitanae. Der Apostolische Delegat in Australien, Titularerzbischof Romolo Carboni, spendete ihm am 19. März 1959 die Bischofsweihe; Mitkonsekratoren waren Otto Raible SAC, emeritierter Apostolischer Vikar von Kimberley in Western Australia, und James Patrick Carroll, Weihbischof in Sydney.
Papst Paul VI. erhob am 7. Juni 1966 das Apostolische Vikariat zum Bistum und somit wurde Jobst der erste Bischof von Broome. Er engagierte sich in der Diözese Broome vor allem für die Bildung und Gesundheitsfürsorge; er war Initiator der Gründung der University of Notre Dame Australia (Broome Campus). Er machte den Pilotenschein und war als „flying bishop“ bekannt.
Am 3. November 1995 nahm Papst Johannes Paul II. seinen altersbedingten Rücktritt an. Er lebte an seinem Ruhesitz in Patsch bei Innsbruck.
Johannes Jobst nahm 1962 bis 1965 an allen Sitzungsperioden des Zweiten Vatikanischen Konzils teil. Johannes Jobst war der letzte lebende deutsche Konzilsvater des Zweiten Vatikanischen Konzils. Papst Benedikt XVI. lud ihn sowie 68 noch lebende Konzilsväter am 11. Oktober 2012 nach Rom ein; er konnte jedoch aus gesundheitlichen Gründen nicht teilnehmen.

## Auszeichnungen

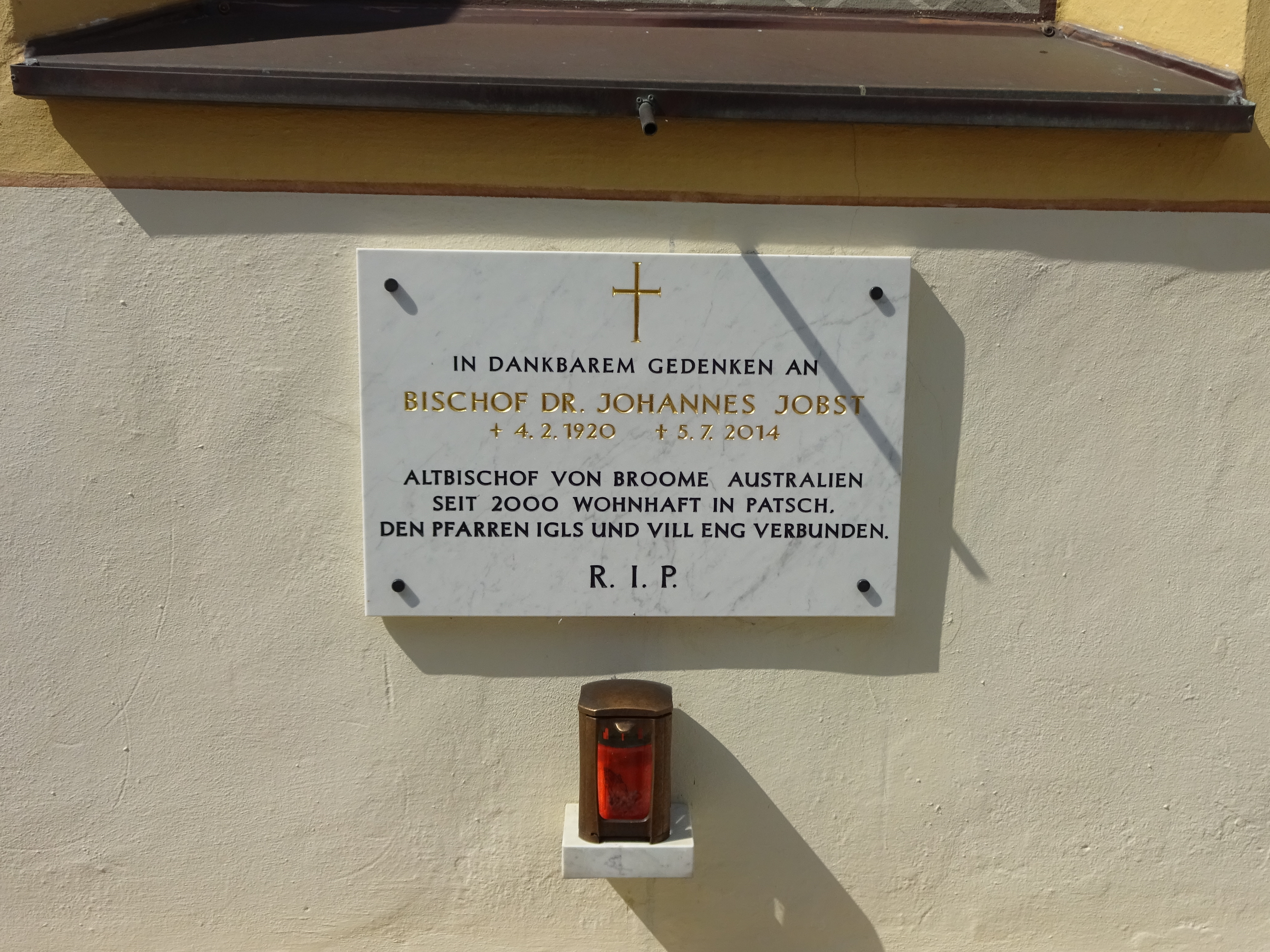
Gedenktafel an der Pfarrkirche Igls

- Ehrenbürgerwürde seines Geburtsortes Frankenberg-Brennberg in der Oberpfalz (1960)
- Commander of the Order of the British Empire (CBE) (1981)[5]
- Großes Goldenes Ehrenzeichen mit dem Stern für Verdienste um die Republik Österreich (2002)[4]
- Ehrendoktorwürde zum Doctor of Divinity (DD)